# Tõele Näkku Vaadates Võib Näha Ükskõik Mida
Tõele Näkku Vaadates Võib Naha Ükskõik Mida, (también abreviado como TNVVNÜM) es una banda de rock experimental de Estonia formada en 2007 en la ciudad de Tallin.
El nombre del grupo en español significa: "Seamos realistas... No importa que aspecto se puede ver".

## Integrantes

### Formación actual
- Mihkel Maasing - sintetizador, órgano
- Oliver Koit - batería
- Ekke Västrik - guitarra
- Lennart Lennuk - bajo
- Cameron Devlin - sonido

### Exintegrantes
- Vallo Toomla - vocal de apoyo
- Tanel Velleste - vocal de apoyo
- Sven Oeselg - bajo
- Martin Peiken - bajo

## Discografía

### Álbumes de estudio
- 2008: "Säde"
- 2009: "Ouroboros"